# Tallsprickling
Tallsprickling (Therrya pini) är en svampart. Tallsprickling ingår i släktet Therrya och familjen Rhytismataceae.  Arten är reproducerande i Sverige.

## Underarter
Arten delas in i följande underarter:
- mughicola
- pini